# Stuart Christie
Pour les articles homonymes, voir Christie.
Stuart Christie (né le 10 juillet 1946 à Glasgow et mort le 15 août 2020) est un militant anarchiste et révolutionnaire internationaliste britannique.
Il est connu pour avoir participé à la résistance des Républicains espagnols, pour sa tentative d'assassinat du général Franco à Madrid en 1964.
Il est avec Albert Meltzer responsable du renouveau de l'Anarchist Black Cross.

## Biographie

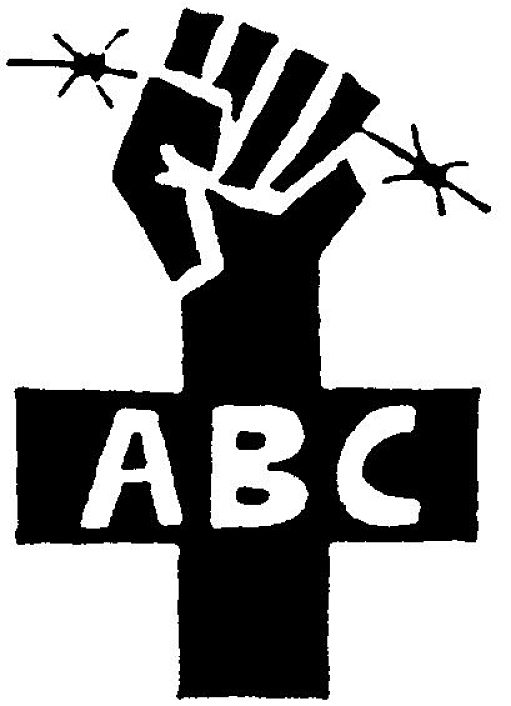

En 1962, Stuart Christie adhère à la Fédération anarchiste à Glasgow.
Le 11 août 1964, il est arrêté à Madrid et accusé d'être venu remettre des explosifs à un autre anarchiste, Fernando Carballo Blanco, dans le but de commettre un attentat contre Francisco Franco. Le 2 septembre 1964, la cour martiale condamne Carballo à 30 ans et Christie à 20 ans de réclusion. Il n'en effectuera finalement que trois, la pression internationale poussant Madrid à céder. Jean-Paul Sartre et Bertrand Russell font partie de ses soutiens.
Après sa libération, il continue ses activités militantes en Grande-Bretagne. En 1967, il relance l'Anarchist Black Cross avec Albert Meltzer et fonde avec lui en 1970, le journal Black Flag
Il est arrêté fin août 1971, avec six autres anarchistes, inculpé pour sa prétendue appartenance au groupe d'activistes Angry Brigade (Brigade de la Colère) qui a commis divers attentats. Le procès s'ouvre à Londres le 30 mai 1972, pour finir le 6 décembre. Quatre inculpés sont condamnés à de lourdes peines de prison, mais Stuart Christie est acquitté après avoir passé 18 mois en détention préventive.
Il fonde ensuite la maison d'édition Cienfuegos Press (1972), Refract Publications (1982) et Meltzer Press (1996).

## Publications
- (en) Granny Made me an Anarchist, publié par Scribner (R-U). Voir Partie 2, The Christie File, General Franco Made Me A Terrorist et Partie 3, Edward Heath Made Me Angry
- (en) The Floodgates of Anarchy avec Albert Meltzer.